# 浩山乡
浩山乡，是中华人民共和国江西省九江市彭泽县下辖的一个乡镇级行政单位。

## 行政区划
浩山乡下辖以下地区：
柳墅村、小山村、海形村、盘谷村、浩山村、岷山村、同升村、梅岭村、桥亭村、新岭村和岚陵村。

## 特产
- 雷峰山茶